# لانگتون ماتراورس
لانگتون ماتراورس (به انگلیسی: Langton Matravers) یک روستا و محله مدنی در بریتانیا است که در Purbeck واقع شده‌است. لانگتون ماتراورس ۸۵۳ نفر جمعیت دارد.